# Alona Bugakowa
Alona Bugakowa (ur. 24 kwietnia 1997) – rosyjska lekkoatletka specjalizująca się w rzucie dyskiem oraz pchnięciu kulą. 
W 2013 zdobyła srebrny medal podczas mistrzostw świata juniorów młodszych oraz zwyciężyła w olimpijskim festiwalu młodzieży Europy. Złota medalistka igrzysk olimpijskich młodzieży w Nankin (2014).
Rekord życiowy: 18,06 (14 maja 2017, Soczi). 

## Osiągnięcia
| Rok  | Impreza                                               | Miejsce    | Lokata     | Wynik |
| ---- | ----------------------------------------------------- | ---------- | ---------- | ----- |
| 2013 | Mistrzostwa świata juniorów młodszych                 | Donieck    | 2. miejsce | 18,60 |
| 2013 | Olimpijski festiwal młodzieży Europy                  | Utrecht    | 1. miejsce | 17,60 |
| 2014 | Kwalifikacje Europy do igrzysk olimpijskich młodzieży | Baku       | 1. miejsce | 18,33 |
| 2014 | Igrzyska olimpijskie młodzieży                        | Nankin     | 1. miejsce | 19,95 |
| 2015 | Mistrzostwa Europy juniorów                           | Eskilstuna | 3. miejsce | 16,81 |